# Paul Georges Dieulafoy
Paul Georges Dieulafoy (Tolosa, 18 novembre 1839 – Tolosa, 16 agosto 1911) è stato un chirurgo e medico francese.

## Biografia e carriera
Dieulafoy nacque a Tolosa, studiò medicina a Parigi e conseguì il dottorato nel 1869.
Dieulafoy divenne poi direttore del Hôtel-Dieu de Paris ed insegnò patologia presso l'Università di Parigi e fu eletto presidente dell'Accademia francese di medicina nel 1910.
Morì a Parigi il 16 agosto 1911.

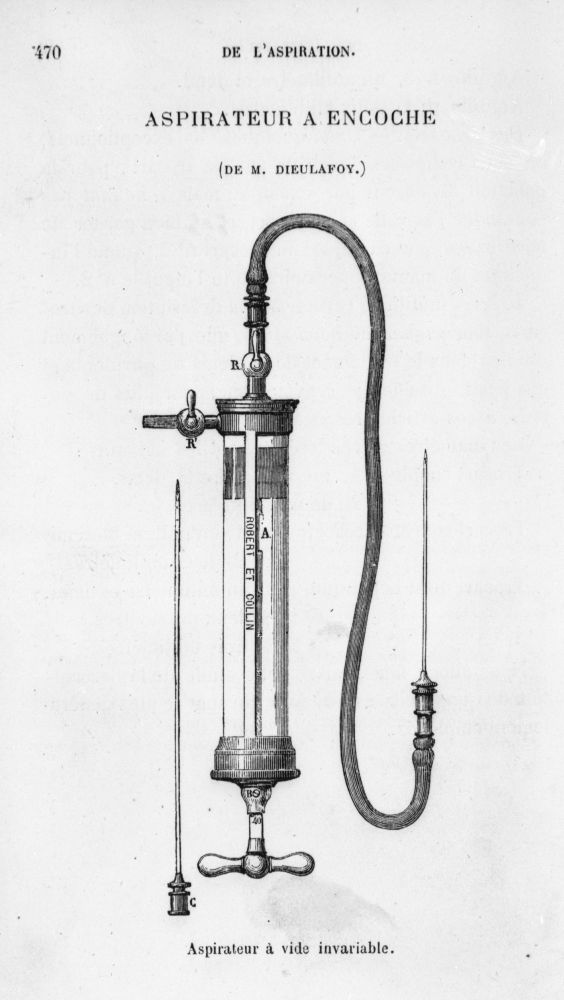
L'aspiratore Dieulafoy.

Costruì uno strumento simile alla pompa che viene utilizzato durante la toracocentesi, e studiò in specifico la pleurite, fegato, echinococcosi e l'epatite epidemica.
Ma è meglio conosciuto per il suo studio sull'appendicite. Dieulafoy descrisse in dettaglio i primi sintomi dell'appendicite e le manifestazioni cliniche. Il suo Manuale di Patologia Interna, pubblicato dal 1880 al 1884, fu ampiamente utilizzato dai medici del tempo.
Nel 1890 Dieulafoy, André Chantemesse e Georges-Fernand Widal hanno descritto una condizione polmonare trovata in persone che abitavano abitualmente nelle strade.
Essi lo definirono in "pseudotubercolosi micotica", oggi nota come aspergillosi broncopolmonare allergica.